# Pick József
Pick József (Dorog, 1933. október 22. – Dorog, 2017. július 13.) magyar sportoló, helytörténeti kutató, gyűjtő.

## Pályafutása
Technikumi érettségit szerzett, a Bányagépgyár és a Dorogi mészmű voltak a munkahelyei. Turistaszakosztály vezetőként Dorog egyik legsokoldalúbb sportembere. Volt hegymászó, barlangász, evezős. Az Országos Hegymászó Történeti Bizottság volt tagja. Természetfotóival több első díjat is nyert. A magyar hegymászó válogatott tagjaként részt vett a Pamír expedícióban, továbbá az Alpok 5 legmagasabb csúcsát is megmászta. Helytörténeti gyűjteménye a város kiállításainak alapja. Jelentős ásványgyűjteménnyel rendelkezett. Nyolc kötetnyi helytörténeti munka, színes prospektusok, várostérképek, kiállítások fűződnek a nevéhez. Rendszeresen publikált a hegymászók és ásványgyűjtők lapjaiban. Jelentős gyűjteménye volt a magyar rádiózás 80 éve című 350 darabos és a varsói szerződés katonai rádió és híreszközei című 200 darabos kollekciója.

### Egyéb gyűjteményei
- Hanglemezek
- Jelvények
- Képeslapok
- Bélyegek
- Távcsövek
- A második világháborúban elesett német katonák sírjait is kutatta
- Erdélyi és magyar kisvasutak története a monarchiában

## Kitüntetések
- Kiváló szakosztályvezető (1964)
- Miniszteri kitüntetés a Lenin-csúcs meghódításáért (1967)
- Dorogiak Dorogért Alapítvány elismerő oklevele (1993)
- Pro Urbe díj (1997)